# クリストファー・ヘイズマン
クリストファー・ヘイズマン（Christopher Haseman、1969年6月2日 - ）は、オーストラリアの男性総合格闘家。クイーンズランド州ブリスベン出身。リングス・オーストラリア所属。クリス・ヘイズマン（Chris Haseman）とも表記される。
小柄ながらリングスで活躍し、オーストラリア勢の中心選手として活躍した。
来日当初は総合格闘技が未経験だったために勝てなかったが、来日毎に成長を見せ中堅選手としての地位を確保。カニ挟みやサイドキックなど変則的な技を身につけ成長を遂げる。

## 来歴
1995年8月27日、リングスに初参戦し、イリューヒン・ミーシャと対戦。アキレス腱固めで一本負けを喫した。
1997年に、トーナメント21で準優勝という結果を残した（トーナメント優勝者は成瀬昌由）。
1998年に行われた国別対抗トーナメントにおいてビターゼ・タリエルと対戦。圧倒的体格差（ヘイズマンが178cmに対し、タリエルは200cm）をものともせず（タリエルがその前に2戦こなしていたとは言え）勝利。3対1という状況からあと一歩まで追い込んだ。
リングスの末期には若手選手の壁として立ちはだかる一方、1999年3月のアブダビコンバット99kg以上級で3位入賞を果たした。
リングス最後の興行となった2001年度のワールドタイトル決定トーナメント無差別級では決勝に進出。2002年2月15日の決勝ではエメリヤーエンコ・ヒョードルと対戦し敗れたものの準優勝となった。
2002年7月13日、UFC初参戦となったUFC 38でエヴァン・タナーと対戦し、判定負けを喫した。
2003年3月9日、ZST初参戦となったZST 2で郷野聡寛と対戦し、判定負けを喫した。

## 戦績
| 総合格闘技 戦績 | 総合格闘技 戦績 | 総合格闘技 戦績 | 総合格闘技 戦績 | 総合格闘技 戦績 | 総合格闘技 戦績 | 総合格闘技 戦績 |
| --------------- | --------------- | --------------- | --------------- | --------------- | --------------- | --------------- |
| 37 試合         | (T)KO           | 一本            | 判定            | その他          | 引き分け        | 無効試合        |
| 20 勝           | 2               | 14              | 3               | 1               | 0               | 0               |
| 17 敗           | 8               | 3               | 6               | 1               | 0               | 0               |

| 勝敗 | 対戦相手                       | 試合結果                                            | 大会名                                                                                     | 開催年月日     |
| ×    | ゲンナジー・コバレフ           | 2R 0:28 TKO（パンチ）                               | RINGS - REINCARNATION                                                                      | 2012年3月9日   |
| ○    | 久松祐司                       | 1R 0:18 KO（後ろ回し蹴り）                          | FWC 1 - RETURN OF THE HAMMER                                                               | 2008年11月15日 |
| ×    | ビル・マホッド                 | 5分3R終了 判定0-3                                   | SRF 9 - SPARTAN REALITY FIGHT 9                                                            | 2004年4月3日   |
| ×    | 郷野聡寛                       | 5分2R終了 判定0-3                                   | ZST - THE BATTLEFIELD 2                                                                    | 2003年3月9日   |
| ×    | マイク・ヴァン・アースデイル   | 2R 3:10 TKO（パンチ）                               | WFA 3 - LEVEL 3                                                                            | 2002年11月23日 |
| ×    | エヴァン・タナー               | 5分3R終了 判定0-3                                   | UFC 38: Brawl at the Hall                                                                  | 2002年7月13日  |
| ○    | 小沢幸康                       | 1R 6:24 キムラロック                                | PREMIUM CHALLENGE 1 - GUARDIAN VS. EXPLORER                                                | 2002年5月6日   |
| ×    | エメリヤーエンコ・ヒョードル   | 1R 2:50 TKO（ポイントアウト：ダウン2、エスケープ1） | リングス WORLD TITLE SERIES GRAND-FINAL 【ワールドタイトル決定トーナメント 無差別級 決勝】 | 2002年2月15日  |
| ○    | エギディウス・ヴァラヴィチュス | 1R 3:08 腕ひしぎ十字固め                            | RINGS - WORLD TITLE SERIES 5                                                               | 2001年12月21日 |
| ○    | コバ・トケシェラシヴィリ       | 5分3R終了 判定3-0                                   | RINGS - WORLD TITLE SERIES 4                                                               | 2001年10月20日 |
| ×    | グスタヴォ・マチャド           | 5分3R終了 判定0-3                                   | RINGS - 10TH ANNIVERSARY                                                                   | 2001年8月11日  |
| ○    | アレクサンドレ・フェレイラ     | 1R 3:03 ギロチンチョーク                            | RINGS - WORLD TITLE SERIES 2                                                               | 2001年6月15日  |
| ×    | 山本宜久                       | 1R 3:51 TKO（パンチ）                               | RINGS - KING OF KINGS 2000 BLOCK B                                                         | 2000年12月22日 |
| ○    | カルロス・バレット             | 5分2R終了 判定3-0                                   | RINGS - KING OF KINGS 2000 BLOCK B                                                         | 2000年12月22日 |
| ○    | ジョー・スリック               | 10分1R終了 判定3-0                                  | RINGS AUSTRALIA - FREE FIGHT BATTLE                                                        | 2000年11月12日 |
| ×    | ジェレミー・ホーン             | 1R 2:36 腕ひしぎ十字固め                            | RINGS USA - RISING STARS FINAL                                                             | 2000年9月30日  |
| ○    | 滑川康仁                       | 1R 1:30 キムラロック                                | RINGS USA - RISING STARS FINAL                                                             | 2000年9月30日  |
| ×    | マット・ヒューズ               | 5分2R終了 判定0-3                                   | RINGS - MILLENNIUM COMBINE 3                                                               | 2000年8月23日  |
| ○    | ジェルメイン・アンドレ         | 1R 1:23 足首固め                                    | RINGS USA - RISING STARS BLOCK A                                                           | 2000年7月15日  |
| ○    | マット・フロスト               | 1R 0:30 腕ひしぎ十字固め                            | RINGS USA - RISING STARS BLOCK A                                                           | 2000年7月15日  |
| ×    | イオリ・ベキチェフ             | 1R 2:30 KO（パンチ）                                | RINGS RUSSIA - RUSSIA VS. THE WORLD                                                        | 2000年5月20日  |
| ○    | 滑川康仁                       | 1R 6:50 ギロチンチョーク                            | RINGS AUSTRALIA - NR 4                                                                     | 2000年3月19日  |
| ○    | ブラッド・コーラー             | 1R 1:11 キムラロック                                | RINGS - KING OF KINGS 1999 FINAL                                                           | 2000年2月26日  |
| ×    | 高阪剛                         | 5分3R終了 判定1-2                                   | RINGS - KING OF KINGS 1999 BLOCK B                                                         | 1999年12月22日 |
| ○    | ウィリー・ピーターズ           | 1R 3:13 膝十字固め                                  | RINGS - RISE 5TH                                                                           | 1999年8月19日  |
| ○    | 成瀬昌由                       | 1R 8:18 キムラロック                                | RINGS - RISE 2ND                                                                           | 1999年4月23日  |
| ○    | 滑川康仁                       | 1R 7:42 アームトライアングルチョーク                | RINGS - RISE 1ST                                                                           | 1999年3月20日  |
| ○    | ディック・フライ               | 1R 5:17 リアネイキドチョーク                        | RINGS AUSTRALIA - NR 3                                                                     | 1999年3月7日   |
| ×    | 山本健一                       | 1R 12:39 サブミッション                             | RINGS - THIRD FIGHTING INTEGRATION                                                         | 1998年5月29日  |
| ×    | バレンタイン・オーフレイム     | 5分2R終了 判定0-3                                   | RINGS HOLLAND - THE KING OF RINGS                                                          | 1998年2月8日   |
| ×    | 永井道也                       | 1R 9:18 ヒールフック                                | RINGS - MEGA BATTLE TOURNAMENT 1997 SEMIFINAL 1                                            | 1997年10月25日 |
| ○    | 大塚博明                       | 1R 7:03 TKO（ドクターストップ）                     | RINGS - EXTENSION FIGHTING 2                                                               | 1997年4月22日  |
| ×    | マリオ・スペーヒー             | 1R 1:12 TKO（パウンドアウト）                       | CAGED COMBAT 1                                                                             | 1997年3月22日  |
| ○    | エルヴィス・シノシッチ         | 1R 2:47 チンアイ                                    | CAGED COMBAT 1                                                                             | 1997年3月22日  |
| ○    | ヒリワ・テ・ランギ             | 1R 0:55 チンアイ                                    | CAGED COMBAT 1                                                                             | 1997年3月22日  |
| ×    | ムリーロ・ブスタマンチ         | 1R 1:01 TKO（コーナーストップ）                     | MARS                                                                                       | 1996年11月22日 |
| ○    | ウィリー・ピーターズ           | N/A                                                 | RINGS BUDOKAN 1996                                                                         | 1996年1月24日  |

## 獲得タイトル
- 第2回 アブダビコンバット 99kg以上級 3位（1999年）